# Ptychomnion
Ptychomnion, rod pravih mahovina iz porodice Ptychomniaceae. Postoji najmanje pet priznartih vrsta.

## Vrste
1. Ptychomnion aciculare (Brid.) Mitt.
2. Ptychomnion cygnisetum (Muell.Hal.) Kindb.
3. Ptychomnion densifolium (Brid.) A.Jaeger
4. Ptychomnion falcatulum Broth., 1924
5. Ptychomnion ptychocarpon (Schwägr.) Mitt.
6. Ptychomnion subaciculare Besch.